# Szent Charles de Foucauld
Szent Charles de Foucauld (Károly testvér; Strasbourg, 1858. szeptember 15. – Tamanrasset, Algéria, 1916. december 1.) francia származású trappista szerzetes, katolikus pap, földrajztudós, nyelvész. Lelki hagyatéka nyomán számos szerzeteskongregáció, világi és papi közösség, társulás jött létre.

## Élete
1858. szeptember 15-én született Strasbourgban. Fiatalkorában kicsapongó életet élt. Szülei korán meghaltak. Először Svájcban, majd Párizsban egy jezsuita középiskolában tanult. Rendetlen magaviselete miatt egy állami iskolában érettségizhetett csak, majd a francia Katonai Akadémián tanul tovább két éven át. Tanulmányai után először Franciaországban, majd Algériában szolgált. Három évvel később (1881) elbocsátották, részben azért, mert egy Mimi nevű nővel folytatott viszonyt, akit több alkalommal is becsempészett a katonai táborukba. Később újra visszahelyezték a szolgálatba. Ekkor már észrevehetően megváltozott, nem voltak vele gondok.
Lenyűgözte Afrika, és az iszlám is mély benyomást tett rá. Rendkívül érdekelte, mi az, ami egy muszlim embert arra késztet, hogy naponta ötször letérdeljen, akár az ellenség támadása alatt is, és imádkozzon. 1882-ben elhatározta, hogy felfedezi Marokkót, Tunéziát és Algériát. Mivel katonai szolgálata lekötötte volna, elhagyta a hadsereget. Először Mardochée Abi Serour rabbival indult útnak Marokkóba, majd Joseph Aleman nevű rabbinak adta ki magát, így eljuthatott a keresztények számára veszélyesebb vidékekre is. Feltérképezte az Atlasz hegységet, amelynek jelentős része ismeretlen volt az európaiak előtt.
Csaknem egyévi vándorlás után 1884-ben Henri Duveyrier támogatásával kiadta művét Reconnaissance au Maroc (Felfedezőút Marokkóban). Nagy elismerésre tett szert ezáltal, mind francia, mind angol nyelvterületen. A Francia Földrajzi Társaság aranymedállal jutalmazta.
1886-ra már érezte, hogy a keresztény élet nagyon vonzza őt. Ekkor ismerkedett meg Huvelin atyával, a vele való kapcsolata meghozta a döntő fordulatot. 1890. január 16-án belépett a szigorú trappista szerzetesrendbe. Először a Notre-Dame des Neige kolostorba (Franciaország), majd Akbés-be, Szíriába helyezték. 1896-ban Rómába küldték teológiát tanulni. 1897-ben lejárt ideiglenes fogadalma, és tanulmányait megszakítva Názáretbe utazott. Itt a klarissza nővérek kolostorszolgájaként tevékenykedett három éven keresztül.
Huvelin atyával tartotta a kapcsolatot továbbra is. A klarissza apátnő hatására végül pap lett, 1901. június 9-én szentelték fel Viviers-ben.
1901 októberében az algériai Béni Abbèsbe költözött remeteként, püspöke engedélyével. Ekkor fogalmazta meg tételesen elképzelését egy új szerzetrendről a Jézus Szent Szívének Kistestvéreiről. 1914-ig, amikor Tamanrassetbe, az Ahaggar-hegységbe költözött, megírta a francia–tuareg szótárt, mely máig a tuareg nyelvű szótárak alapját képezi. Később is tovább kutatta a tuareg népet és kultúrát, több könyvet is írt róluk.
1914-ig még háromszor hazautazott Franciaországba, de az első világháború kitörése után Tamanrassetben maradt, és próbált segíteni a bajbajutott embereken. Az itt állomásozó francia hadsereggel is tartotta a kapcsolatot.
1916. december 1-jén egy szenusszita csoport fogja el, francia ügynöknek vélve. Az amúgy is feszült helyzetet tovább rontotta, hogy francia katonaként szolgáló arabok érkezését jelezték. Hirtelen pánik tört ki, és halálos találat érte.
Sírja El Goleában található, a helységet ma El Meniának nevezik Algériában.

## Emlékezete
Foucauld életében nem talált követőre, a Vatikán sem fogadta el az általa megálmodott szerzetrendet. 17 évvel később, 1933-ban azonban követőkre talált, pontosabban ők találtak rá mint példaképre. El-Abiodh Sidi Cheikh-ben alapították meg közösségüket, amely 1968 óta mint Jézus Kistestvérei, egyházi jóváhagyással működik.
1939-ben, szintén Foucauld példaképe nyomán Magdeleine Hutin megalapította a Jézus Kistestvérei Női Szerzetesközösséget.
1963-ban pedig az Evangélium Kistestvérei Női Szerzetesközösséget alapították meg. Ez utóbbi és a Jézus Kistestvérei férfi ága alapítójának René Voillaume-ot tartják. Később számos további alapítás született.

### Boldoggá és szentté avatása
2005. november 13-án Rómában boldoggá, a 2021. május 3-i konzisztóriumon pedig szentté avatásáról döntöttek; az utóbbira 2022. május 15-én került sor Rómában.

## Művei
- Reconnaissance au Maroc 1883-1884. Paris 1888, Új kiadás: Paris 1995 ISBN 2-7307-0262-8
- Chants touaregs. Recueillis et traduits par C. de. Foucauld.,  Dominique Casajus, Paris 1997
- Dictionnaire touareg-français., Basset, Paris 1951-52
- mit Anatole de Calassanti-Motylinski: Textes touaregs en prose, Basset, Paris 1922
- Textes touaregs en prose, Chaker, Claudot, Gast, Aix-en-Provence 1984